# Thümermark

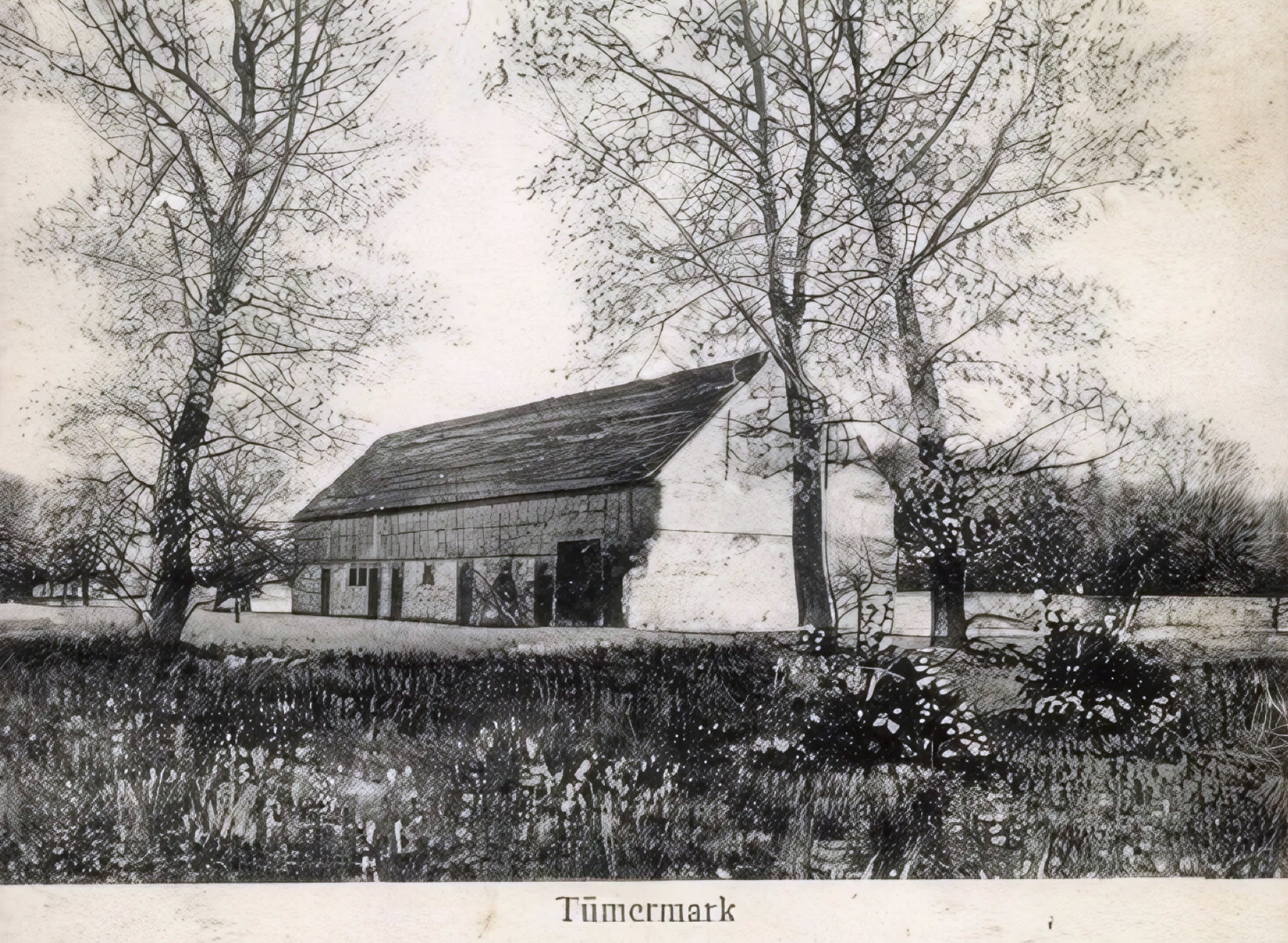
Thümermark um 1900

Thümermark war ein Freigut auf dem heutigen Gelände vom Truppenübungsplatz Altengrabow.

## Geographie

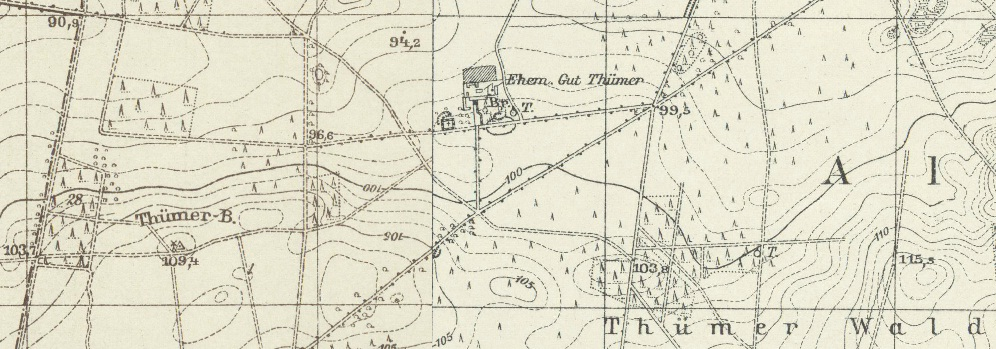
Das ehemalige Gut Thümer und der Thümerberg auf dem Messtischblatt (Aufnahme um 1900)

Gut zwei Kilometer südöstlich vom Dorf Lübars, noch auf der gleichnamigen Gemarkung aber bereits auf dem militärischen Übungsgebiet gelegen, befindet sich der 109,2 Meter hohe Thümerberg.
Diese Anhöhe ist nach dem ehemaligen Dorf Thümen benannt, welches sich jenseits der nahegelegenen Gemarkungsgrenze und nicht weit östlich von hier befand.
Der Ort gehört zur westlichen Fläminghochfläche, einer Heide- bzw. magerrasenreichen Waldlandschaft des norddeutschen Tieflandes.

## Geschichte
Die erste urkundliche Erwähnung des Ortes findet sich im Jahre 1563 in einem Visitationsprotokoll. Darin wird der Ort als veltmarck Thumen und teilweise auch als Thuemen aufgeführt.
Bis 1708/1709 gehörte das Gut Thymer dem Königl. Ober-Amtmann Pape. Während eines Aufenthaltes des Theologen Johann Wilhelm Petersen bei Pape im nahe gelegenen Riesdorf, erwarb dieser Tümer von ihm und lebte dort zusammen mit seiner Ehefrau, der Schriftstellerin Johanna Eleonora Petersen bis zu seinem Tode 1727.
1782 lebten hier 16 Einwohner. 1785 wurde dann in anderen Belegen von Thümar und Thümark gesprochen. Auf jeden Fall soll der Name slawischen Ursprunges sein. 1818 wurden in dem Ort 24 Einwohner verzeichnet. Im Jahr 1842, zwischenzeitlich landtagsfähiges Rittergut mit Namen Thümermark und einem Major von Greiffenberg gehörend, lebten hier dann in vier Wohnhäusern 27 evangelische Einwohner.
Im Jahr 1847 wurde Thümermark im „Topographisch-statistischen Handbuch des Preussischen Staats“ gelistet. Als Rittergut mit 4 Häusern und 30 Seelen, gehörte es zum Kreis Jerichow I im Regierungsbezirk Magdeburg der Provinz Sachsen.
Später nannte man die Siedlung dann auch Thümen und diese lag in der neuen Flur des Truppenübungsplatzes Altengrabow im Burgbezirk Loburg des Gau Morzane im Kreis Jerichow I.
Das 310 Morgen umfassende Freigut Thümermark fiel letztendlich der Anlage bzw. dem Aufbau des Truppenübungsplatzes zum Opfer. Nachdem es am 2. April 1896 vom Reichsmilitärfiskus übernommen worden war, wurden alle Gebäude des Gutes und der umliegenden Siedlungen, bis auf die Parkmauer mit einer Türinschrift aus dem Jahr 1877 und dem Kirchhof, abgebrochen.

## Persönlichkeiten
- Johanna Eleonora Petersen (1644–1724), Schriftstellerin, lebte von 1708/1709 bis 1724 hier
- Johann Wilhelm Petersen (1649–1727), Theologe und Gutsbesitzer seit 1708/1709, lebte hier bis 1727